# Gare de Tarascon-sur-Ariège
Gare de Tarascon-sur-Ariège vasútállomás Franciaországban, Tarascon-sur-Ariège településen.

## Vasútvonalak
Az állomást az alábbi vasútvonalak érintik:
- Portet-Saint-Simon–Puigcerdà-vasútvonal

## Kapcsolódó állomások
A vasútállomáshoz az alábbi állomások vannak a legközelebb:
- Gare de Foix
- Gare des Cabannes